# Coleophora scabrida
Coleophora scabrida é uma espécie de mariposa do gênero Coleophora pertencente à família Coleophoridae.